# Emery Lehman
Emery Chance Lehman (Oak Park, 13 de junio de 1996) es un deportista estadounidense que compite en patinaje de velocidad.
Participó en dos Juegos Olímpicos de Invierno, en los años 2018 y 2022, obteniendo una medalla de bronce en Pekín 2022, en la prueba de persecución por equipos (junto con Casey Dawson, Joey Mantia y Ethan Cepuran). Ganó una medalla de oro en el Campeonato Mundial de Patinaje de Velocidad sobre Hielo en Distancia Individual de 2025, en la misma prueba.

## Palmarés internacional
| Juegos Olímpicos                           | Juegos Olímpicos | Juegos Olímpicos  | Juegos Olímpicos        |
| Año                                        | Lugar            | Medalla           | Prueba                  |
| ------------------------------------------ | ---------------- | ----------------- | ----------------------- |
| 2022                                       | Pekín (China)    | Medalla de bronce | Persecución por equipos |
| Campeonato Mundial en Distancia Individual |                  |                   |                         |
| Año                                        | Lugar            | Medalla           | Prueba                  |
| 2025                                       | Hamar (Noruega)  | Medalla de oro    | Persecución por equipos |